# 暹羅鱷
暹羅鱷（學名Crocodylus siamensis），又名泰國鱷、暹羅淡水鱷，為一種中型鱷魚，成年鱷魚最長可達到4米，常見的也有3米長，幼鱷孵出時則約25厘米長。暹羅鱷的吻長度中等，稍凹，長度約為吻基寬度的1.5至1.6倍。兩眼眶前邊有一對短的尖銳棱嵴，額上介乎於兩眼眶之間有一個明顯的眶。
种加名 siamensis 意为“暹罗的”。

## 分佈
暹羅鱷主要分佈於東南亞的婆羅洲、印尼、馬來西亞、泰國以及越南等地，是一種棲息於淡水濕地的鱷魚品種。

## 保育狀況
目前保育學家對暹羅鱷認識不多，曾被一度認為這種鱷魚已經絕種。